# Deutscher Evangelischer Kirchentag 1987
Der 22. Deutsche Evangelische Kirchentag 1987 fand vom 17. bis 21. Juni 1987 in Frankfurt am Main statt. Er stand unter der Losung „Seht, welch ein Mensch“ (Joh 19,5 ). Gastgebende Landeskirche war die Evangelische Kirche in Hessen und Nassau. Mit Eleonore von Rotenhan leitete erstmals eine Frau einen Kirchentag als Präsidentin.

## Einladung
Es war der dritte Kirchentag in Frankfurt am Main, nach 1956 und 1975. 125.047 Dauerteilnehmer und 25.254 Mitwirkende waren der Einladung von Kirchenpräsident Helmut Spengler und Propst Dieter Trautwein nach Frankfurt gefolgt. Die Veranstaltungen waren fünf Themenbereichen zugeordnet: Wege des Menschen – Wege zum Menschen, Menschenwürde wahren – den Staat sozial gestalten, Schritte zur Versöhnung und Verständigung mit den Völkern der Sowjetunion und Menschen in Gottes Schöpfung – Versöhnung mit der Natur.

## Verlauf

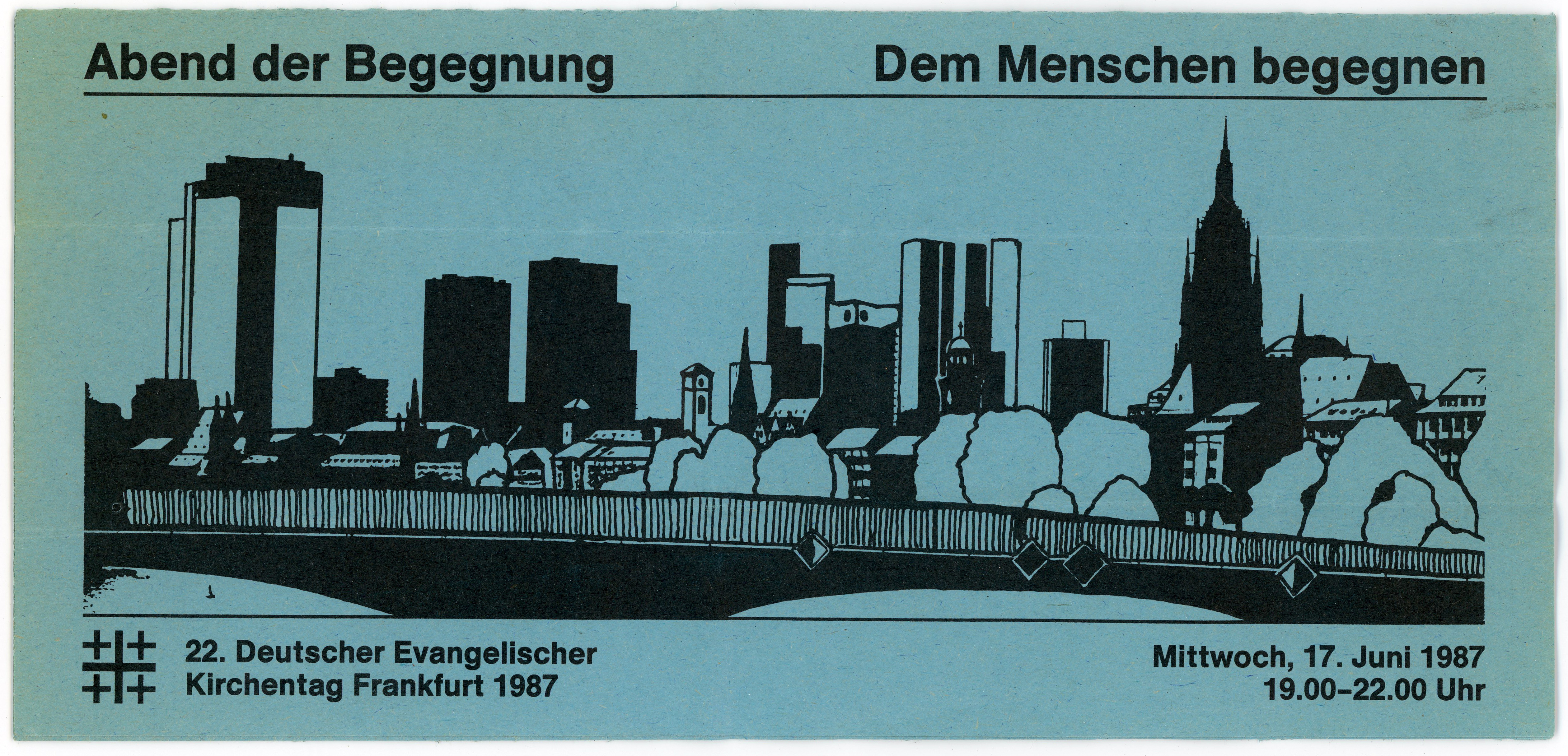
Einladung zur Eröffnungsveranstaltung am 17. Juni 1987

Der Kirchentag begann mit dem Abend der Begegnung am Mittwoch, dem 17. Juni 1987. Eröffnungsgottesdienste fanden auf dem Frankfurter Messegelände sowie in den evangelischen Innenstadtkirchen statt. Zentrale Veranstaltungsorte waren darüber hinaus vor und in der Alten Oper, An der Hauptwache und in der Katharinenkirche, an der Konstablerwache sowie auf dem Römerberg.
Die großen Podiumsveranstaltungen an den drei Arbeitstagen fanden nicht nur auf dem Messegelände statt, wie bei den beiden vorangegangenen Kirchentagen in Frankfurt, sondern auch in anderen Veranstaltungsorten im Stadtgebiet: Der Jahrhunderthalle Hoechst, der Eissporthalle Frankfurt, dem Bockenheimer Depot und im Zoo-Gesellschaftshaus. Am Abschlussgottesdienst im Waldstadion nahmen 85.000 Besucher teil. Die Predigt hielt Allan Boesak, Präsident des Reformierten Weltbundes.
Einen besonderen Themenschwerpunkt bildete wie schon auf den vorangegangenen Kirchentagen seit 1981 der Frieden zwischen Ost und West. 1985 hatte der Physiker Carl Friedrich von Weizsäcker auf dem Düsseldorfer Kirchentag die Kirchenleitungen zu einem Konziliaren Prozess auf dem Weg zu einem gesamtchristlichen Friedenskonzil aufgefordert. In Frankfurt knüpften sich die Hoffnungen besonders an die Perestrojka-Politik Michail Gorbatschows.
Ein öffentlicher Konflikt entwickelte sich zu der Frage, wie der Kirchentag und die Kirchenleitungen sich zur Apartheid in Südafrika verhalten sollen. Im Vorfeld des Kirchentages hatte das Kirchentagspräsidium seine Konten bei der Deutschen Bank gekündigt, weil diese sich zu unkritisch gegenüber der südafrikanischen Regierung zeige. Von diesem Boykott hatte sich der Rat der EKD distanziert. Während des Kirchentages zogen 20.000 Teilnehmer in einem Protestmarsch zum Sitz der Deutschen Bank.